# Битва біля села Соколове
Битва біля села Соколове (чеськ. Bitva u Sokolova) — битва німецько-радянської війни радянських та чехословацьких військ з німецько-нацистськими військами, яка тривала з 8 по 13 березня 1943 року біля села Соколове Харківської області. У цій битві брав участь 1-й чехословацький окремий піхотний батальйон, що став першим чехословацьким підрозділом, який вступив в ході Другої світової війни в бій з німецькими військами на східному фронті.

## Перед боєм
Війська 1-го чехословацького батальйону були перекинуті на літаках з міста Бузулука до залізничної станції Валуйки, звідки здійснили 350-кілометровий перехід до Харкова пішки. Залізничне сполучення не функціонувало, оскільки колії були зруйновані. Перехід відбувався вночі, оскільки вдень була загроза повітряних нальотів люфтваффе. У звільнений Харків батальйон вступив 1 березня 1943 року. Після денного відпочинку 2 березня війська вирушили на південь до села Соколове. Там військам було дано перше бойове завдання — утримати позиції на річці Мож від елітних частин 3-ї танкової дивізії СС «Тотенкопф». Підходи до Соколове відбивав радянський 78-й гвардійський стрілецький полк, який проривався до Таранівки і воював проти більшої кількості німецьких сил. Це допомагало чехословацьким військам підготуватися до оборони позицій. Проблема була в тому, що річка Мож була вкрита кригою, що давало німцям можливість провести по кризі танки.
Командир батальйону Людвіг Свобода вирішив, що 1-ша Чехословацька рота повинна перейти Мож до укріпленої позиції під Соколове. Для вирішення цього завдання він відправив лейтенанта Отакара Яроша, командира першої роти. Село було добре укріплене, для його захисту радянські війська надали дві протитанкові гармати. Інша бронетехніка, в числі яких були «Катюші» і 10 танків Т-34, розташовувалася за річкою як резерв. 6 березня розвідувальні війська вступили в бій з німцями і в ході стрілянини вбили кілька людей. Це було початком бою.

## Хід бою

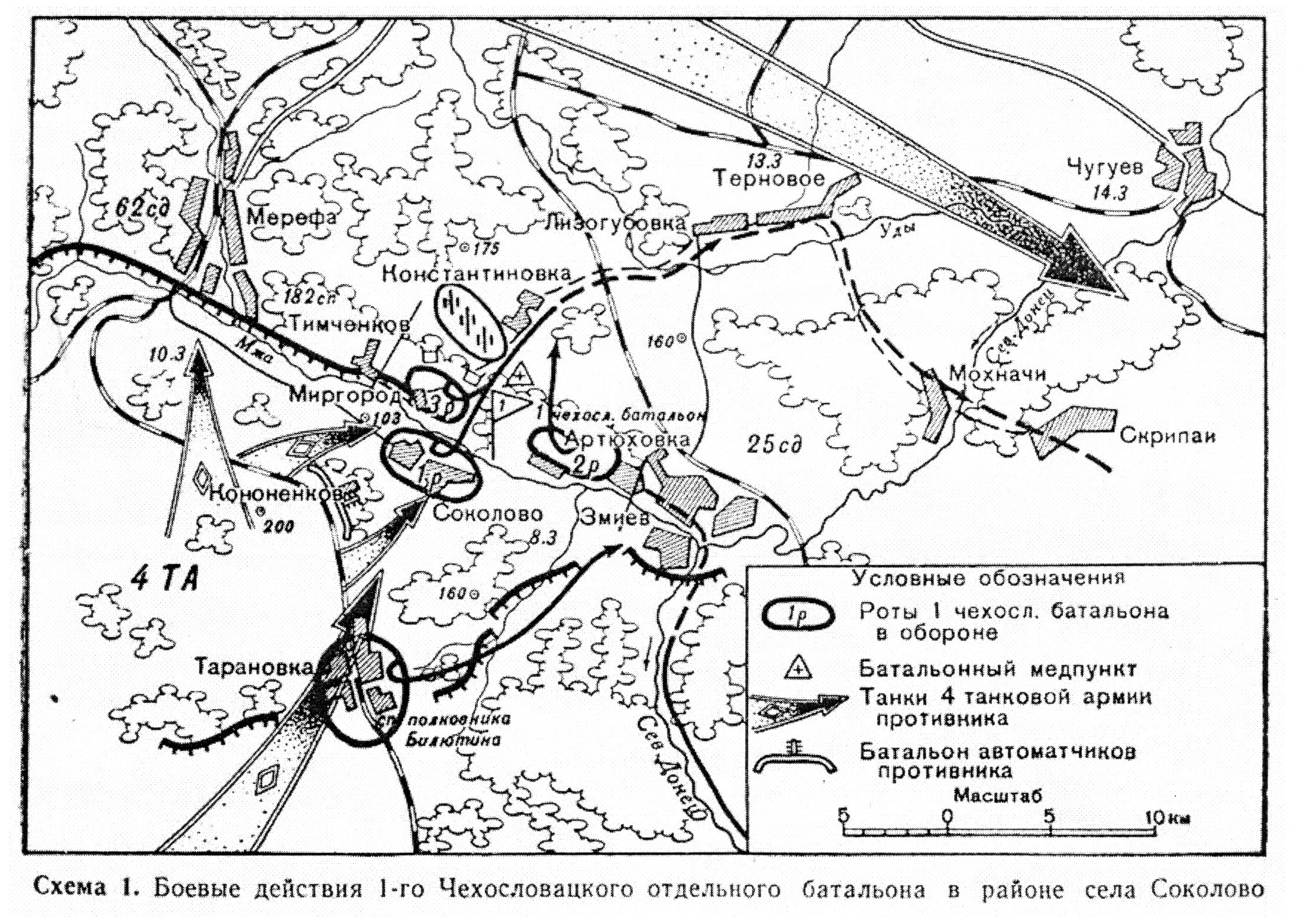
Мапа битви

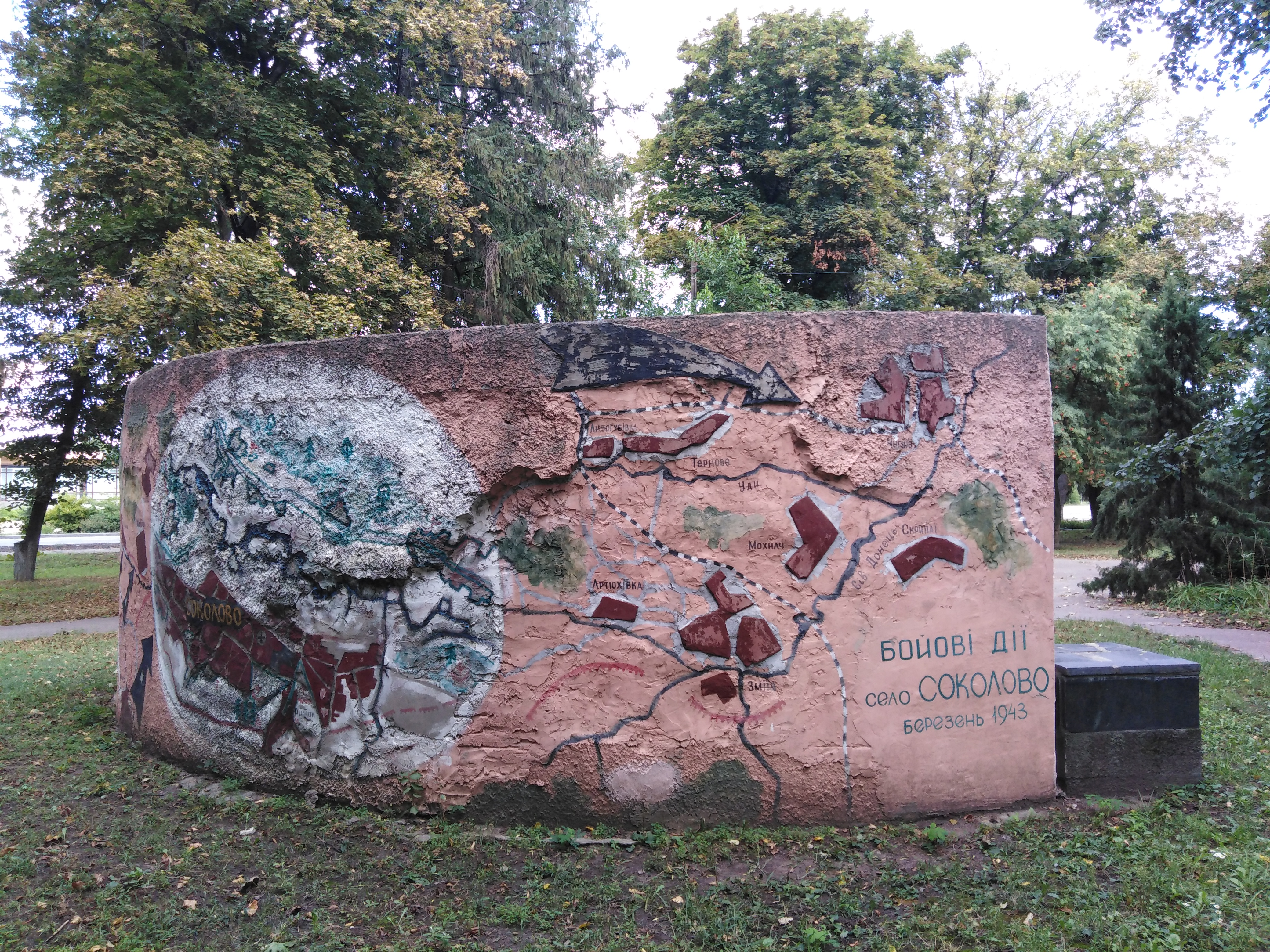
Пам'ятний знак, присвячений загиблим односельцям. Оборотна сторона, з натуралістичною мапою Битви. Село Соколове, вулиця Отакара Яроша

8 березня 1943 року приблизно о 13:30 за місцевим часом 14 німецьких танків рушили на Соколове, проте стрілянина радянських реактивних мінометів змусила танкові екіпажі повернути назад. Біля села залишилися горіти три танки, які ввели в оману чехословаків. Німецький екіпаж одного з танків визначив радянські та чехословацькі оборонні позиції, після чого, приблизно через 2 години, німці організували другу атаку, і частково прорвали оборону біля села. Було знищено одну протитанкову гармату, також німці захопили важкий кулемет.
Зав'язався важкий бій, в якому чеські війська не запанікували і відкрили вогонь по німецьких танках з протитанкових рушниць, закидаючи ворогів гранатами. Оскільки знаряддя і рушниці не пробивали лобову броню танків, чехословаки розстрілювали машини збоку або ззаду, а також намагалися вивести з ладу двигун. Чехи відбили кілька атак піхоти, але чисельність німецьких військ перевищувала чисельність загону Свободи. Протягом п'яти годин вояки захищали православну церкву Соколова. Свобода вирішив відправити радянські танки у контратаку, але перший же з них прочавив кригу, що виключило можливість танкової підтримки. Втім, це відрізало шлях до відступу і німцям — крига стала швидко танути.
Близько 19 години Людвіг Свобода наказав воякам зайняти оборону біля річки, оскільки через мінометний обстріл були порушені лінії комунікації. Завдання полягало в тому, щоб не дозволити ворогові взяти Соколове і не відновити шляхи до села. Зав'язався бій за сільську церкву, у якому чехословаки проявили справжню хоробрість. Наприклад, вояк Черни першою гранатою підбив танк, а другий гранатою серйозно пошкодив кілька бронеавтомобілів і вбив 20 німецьких вояків. Загинув у бою лейтенант Отакар Ярош, який кинувся під танк зі зв'язкою гранат. Чергою з танкового кулемета Ярош був убитий, але танк підірвався на гранатах (за іншими відомостями, Ярош сам себе підірвав). Після настання темряви бої припинилися, і чехословаки відступили. Їх бойове завдання було виконано: не дозволити німцям перейти р. Мжа.

## Відступ
9 березня бої відновилися. Дві роти чехословацького батальйону контратакували німців під Соколовим і завдали їм великі втрати. 11 березня чехословаки перехопили німецьке радіоповідомлення про наступні контратаки. Радянська артилерія почала вести вогонь по місцях скупчення німецьких військ. Після того, як німці відбили Харків 15 березня 1943 року, склалася загроза розгрому і загибелі 1-ї роти чехословацького батальйону, тому чехословаки почали тактичний відступ.

## Подальші події
20 чехословаків, які потрапили в полон, були страчені німцями за державну зраду (навіть ті, що служили в чехословацькому корпусі, були громадянами Протекторату Богемії і Моравії). Важко поранені чехословаки були відправлені до лікарні у Харкові, де їх добили німці. З двадцяти чехів п'ять були депортовані до протекторату, а звідти до Рейху. Один з них потім змушений був після війни працювати у радянському ГУЛАЗі.

## Пам'ять про битву

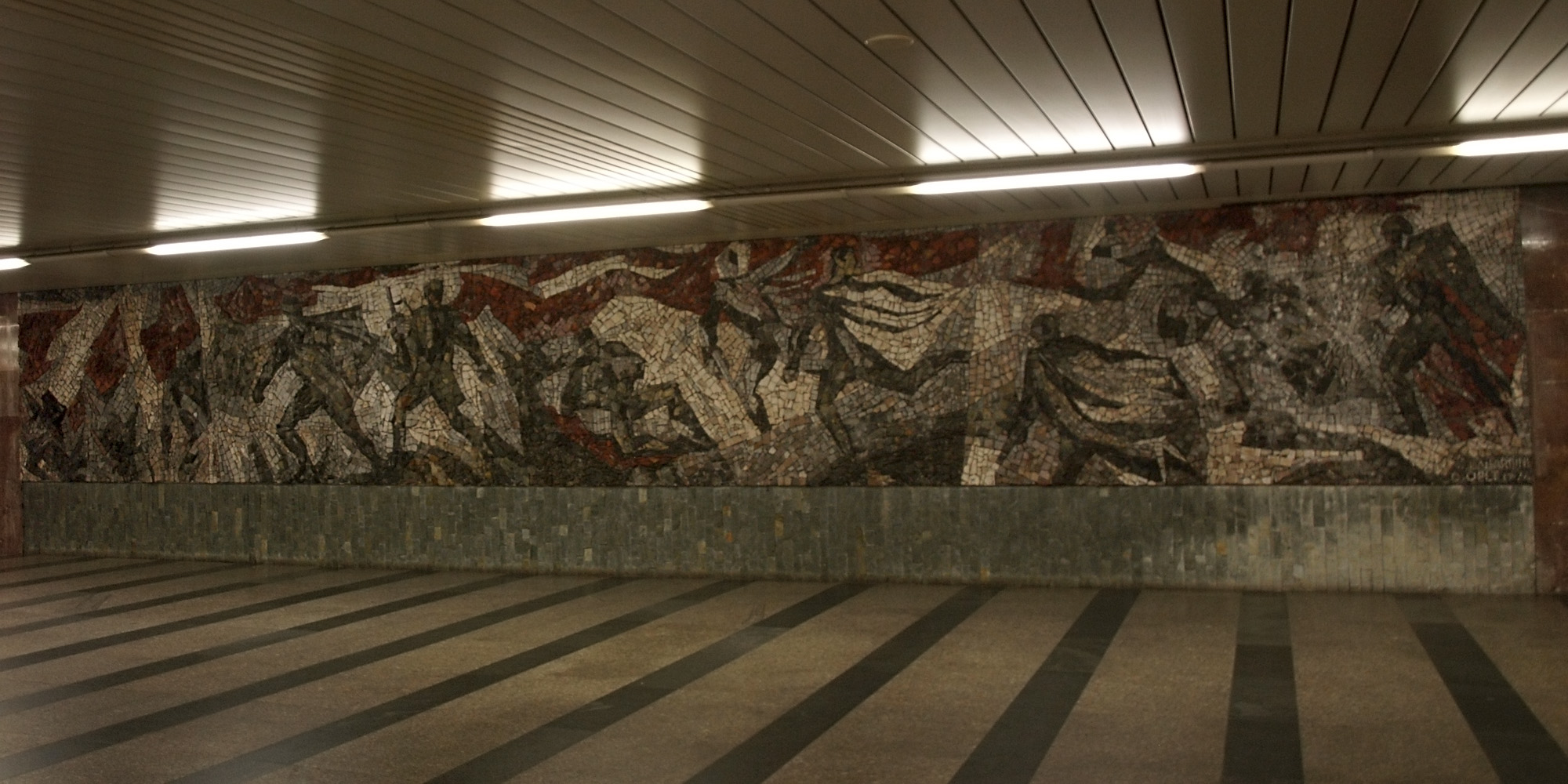
Мозаїка в Празькому метрополітені

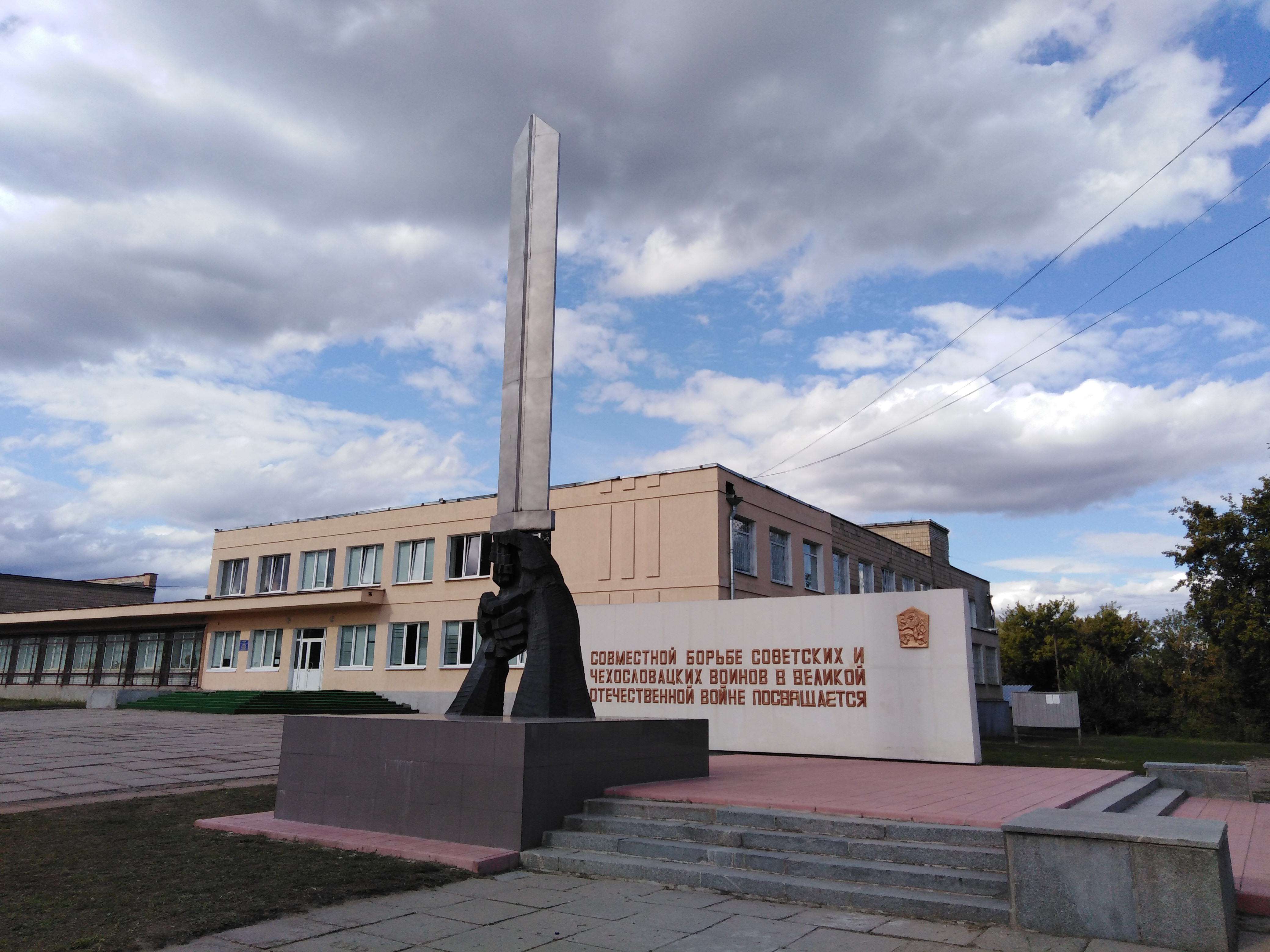
Будівля музею в селі Соколове

- Отакар Ярош був посмертно представлений до звання Героя Радянського Союзу.
- 1974 року в Чехословаччині був знятий фільм «Соколове» про битву за село (режисер — Отакар Вавра).
- У селі 1967 року було відкрито музей битви за Соколове.
- Після війни проспект Královská třída в празькому районі — Карліні був перейменований в Sokolovská[cs] (Соколовська). Ім'я проспекту 1974 року отримала і відкрита на ньому станція метро, яка з 1990 року називається «Флоренц». У пасажі станції як і раніше залишається мозаїка, що зображує битву.